# Agreste Alagoano
Agreste Alagoano is een van de drie mesoregio's van de Braziliaanse deelstaat Alagoas. Zij grenst aan de deelstaat Pernambuco in het noorden, de mesoregio Leste Alagoano in het oosten en zuidoosten, de deelstaat Sergipe in het zuidwesten en de mesoregio Sertão Alagoano in het westen. De mesoregio heeft een oppervlakte van ca. 5757 km². Midden 2004 werd het inwoneraantal geschat op 602.793.
Drie microregio's behoren tot deze mesoregio:
- Arapiraca
- Palmeira dos Índios
- Traipu

Mesoregio's: Agreste Alagoano · Leste Alagoano · Sertão Alagoano

Microregio's: Alagoana do Sertão do São Francisco · Arapiraca · Batalha · Litoral Norte Alagoano · Maceió · Mata Alagoana · Palmeira dos Índios · Penedo · São Miguel dos Campos · Santana do Ipanema · Serrana do Sertão Alagoano · Serrana dos Quilombos · Traipu